# 伊東竜二
伊東 竜二（いとう りゅうじ、1976年4月8日 - ）は、日本の男性プロレスラー。大日本プロレス所属。岩手県滝沢市出身。血液型B型。

## 経歴

### 大日本プロレス入門
高校時代はボクシングに勤しんだ。茨城大学工学部を中退して1998年に大日本プロレスに入門。翌年の4月29日に葛西純相手の試合でデビュー。
2003年春からデスマッチの第一線で戦うようになり、8月には金村キンタローからBJW認定デスマッチヘビー級王座を奪取。2005年の12月にアブドーラ小林に敗れるまで、このタイトルを保持していた。
2005年6月にタイトルマッチで対戦した佐々木貴とタッグを結成。アパッチプロレス軍の対立派閥「たかし軍団」にも参加していた。チーム名は一時期募集していたが、該当なしという結果に終わり、チーム名なしのまま活動を続けている。その時の候補は「竜二と貴」・「ドラゴン＆バキューン」であった。この頃はアパッチだけでなく、WMFやDDTプロレスリング、米国のIWAミッドサウス、IWAイーストコースト、チカラなど、数多のプロレス団体のマットを舞台に活動している。

### 故障離脱とベルト返上
2006年9月10日の大会で佐々木貴の持つBJWデスマッチヘビー級王座に挑戦。前年とは逆の立場で、同じ会場での対戦となったが、佐々木貴を下し第19代王者となった。しかし試合中にケージとラダーを組み合わせた4メートル近い高所からのドラゴンスプラッシュの失敗により左月状骨周囲脱臼、右橈骨幹部骨折など大怪我を負い即入院。手術は成功したが長期欠場を余儀なくされる。これについて『デスマッチのチャンピオンが興行に出ないのはおかしいし、何よりもデスマッチファイターは怪我をしてはいけないという自分の考えを守り切れなかった。不甲斐無い気持ちでいっぱいです。このベルトを狙うデスマッチファイターには申し訳ないですが自分のわがままで返上させていただきます』との見解を示してベルトの返上を申し出た。
後のインタビューで、ドラゴンスプラッシュの失敗は、ラダーが組み合わされたケージ上部の蓋が踏み切りの瞬間に開いてしまい、バランスを崩して落下したのが原因であったと語った。ケージは組立と解体を容易にするため、完全な固定式ではなく、はめ込み式となっていた。
次期挑戦者候補として葛西純が挙がっていた。前に伊東がベルトを獲得して以降、葛西の名前を常に挙げ続け、当時ZERO-ONEに所属していた葛西がアパッチプロレス軍へ移籍し、大日本へ復帰した理由も、大日本で伊東とのタイトルマッチをやりたいからと公言している。

### 復帰
2007年の2月に行った記者会見にて、3月14日の後楽園ホール大会で復帰戦を行うことを表明。同大会のボブワイヤーボードデスマッチで復帰を果たした。
2008年には米国のウェストバージニアへと赴いたうえでIWAイーストコーストのデスマッチ選手権―マスターズ・オブ・ペインに初参戦。ドレイク・ヤンガーとダニー・ハボックを下して勝ち進むも、決勝戦の蛍光灯ガラステーブルデスマッチでサムタック・ジャックに下され敗退した。この年にはフィラデルフィアへと赴いたうえでチカラの『グローバル・ガントレット』という大会に参戦することにもなった。
2009年5月の大日本プロレスの大会にて、割れた蛍光灯が背中に深く刺さり皮膚が抉れてしまうという重傷を負い入院に追い込まれた。そのため決勝進出が決定していた「最侠タッグリーグ戦」も欠場となる。この時は竹田誠志＆木高イサミ組が繰り上げで決勝へ進出し優勝している。

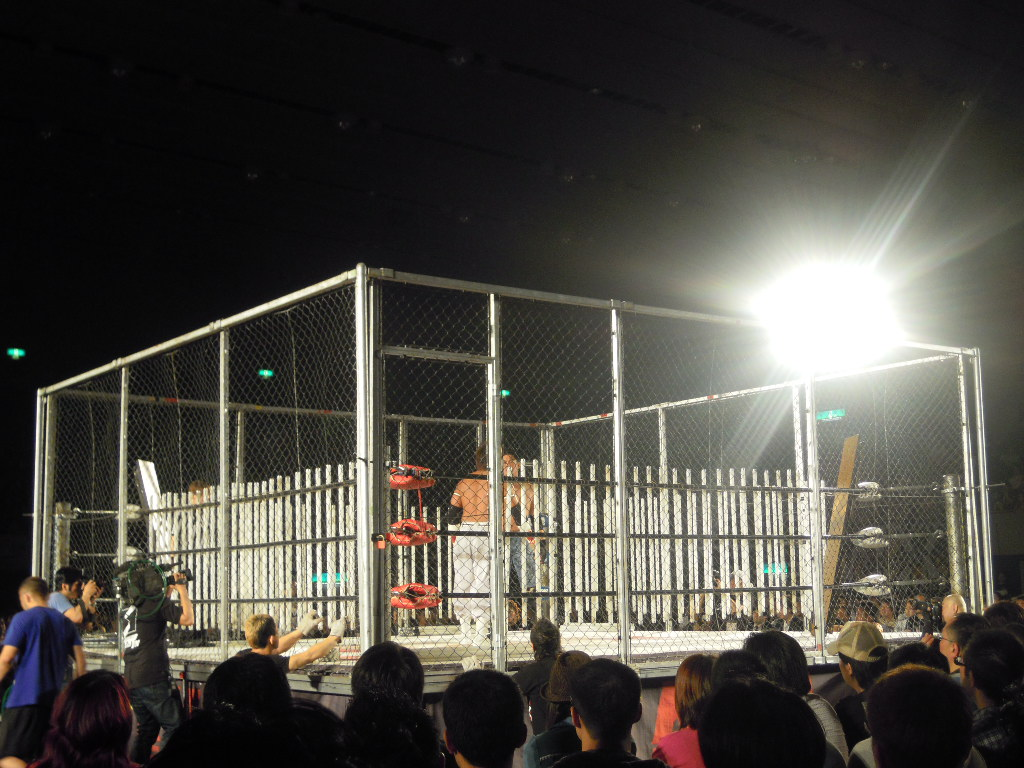
2010年5月4日
デスマッチヘビー級選手権試合
対 宮本裕向戦

6月29日の後楽園ホール大会にて試合復帰を果たした。

### 年間最高試合賞受賞
11月20日の大会でカミソリ十字架ボードを用いたデスマッチを葛西純と敢行。敗れはしたものの、この試合そのものは高い評価を獲得し、この年のプロレス大賞における年間最高試合賞を受賞する運びとなった。デスマッチがこの賞に選ばれたのは、1990年の大仁田厚対ターザン後藤の電流爆破デスマッチ以来19年ぶりの快挙であった。

### 2010年以降
翌2010年、大日本の5月4日横浜文化体育館大会・大日本15周年記念興行において、200本の蛍光灯を用いた金網デスマッチで宮本裕向を破り、第25代目のBJW認定デスマッチヘビー級王者となった。以降、2011年12月にアブドーラ小林に敗れるまで、6回の防衛に成功した。
2013年は一騎当千に出場し、4月の決勝で木高イサミを3本勝負で下し初優勝する。この試合で頚椎を圧迫骨折していたが、その後も公表せず出場し続け、7月に1ヶ月間だけ欠場する際に公表した。
2014年は5月にBJW認定デスマッチヘビー級王座に挑戦し、木高イサミを再び3本勝負で下して4年ぶりに王座を奪回。翌月防衛できずベルトを失うが、2015年7月に両国国技館大会でアブドーラ小林を下し6度目の王座戴冠を果たし、翌年の同大会で星野勘九郎に敗れるまでベルトを保持した。
2017年10月21日に、負傷した岡林裕二の代役という形で全日本プロレスに初参戦。同期の関本大介と組んで世界タッグ王座決定戦に臨んだが、秋山準&大森隆男組に敗れた。
2022年3月31日にチョコプロに初参戦した。

## 得意技

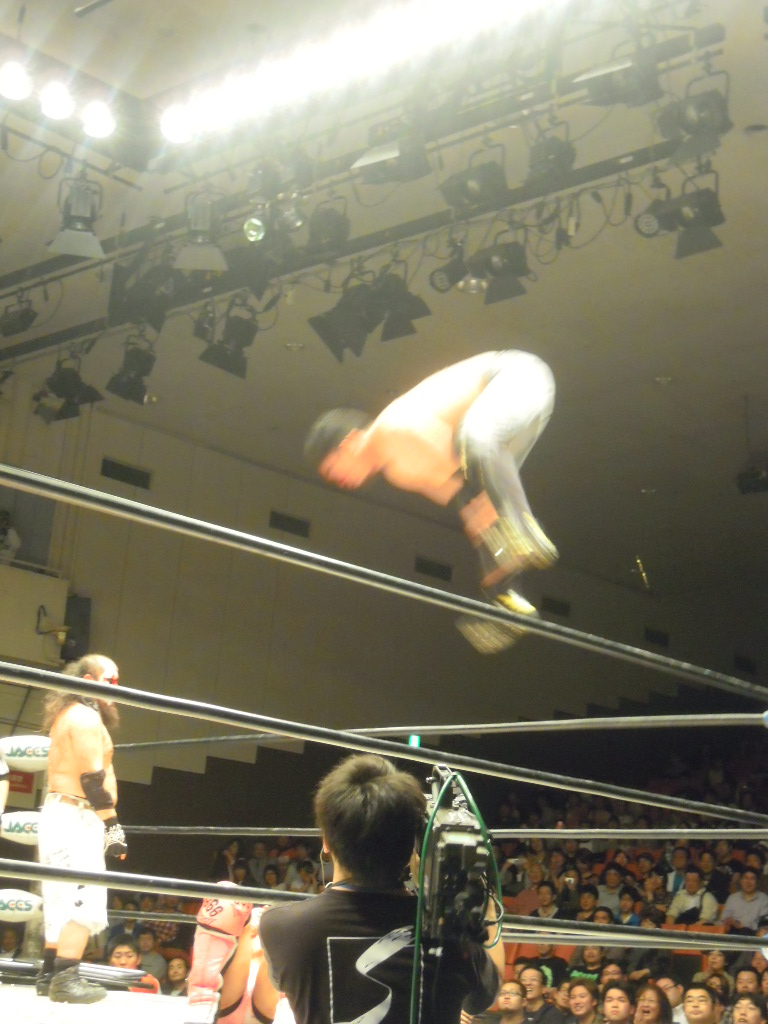
ドラゴンスプラッシュ
伊東のフィニッシュムーブである開脚屈伸式ダイビング・ボディ・プレス。空中で開脚し、手を下に振り下げて一度屈伸してから落下する。彼の場合は、前もって相手の体の上に蛍光灯や有刺鉄線ボードなどを置いてから、コーナートップから放つ場合が多い。もちろん、この場合は相手にも通常のダイビング技より大きなダメージを与えることができるが、その分自分にもダメージがある。また、滞空時間が非常に長いのも特徴である。
ドラゴンキッカー
片膝に飛び乗って、側頭部に蹴りを入れる。シャイニングハイキックともいえるような技である。
ドラゴンスープレックス
いわずと知れた飛龍こと藤波辰爾の必殺技。投げっぱなし式も使う。
タランチュラ
元WWEのスーパースターTAJIRIの代名詞的な技で、ロープ越しに絡みつく逆エビ固め。
ファイアーバードスプラッシュ
いわゆる450°スプラッシュ。リング内を向いてトップロープに立ち、そこから前方に宙返りしながら寝ている相手をプレスする技。元々、大一番でしか使用しない技だったが、現在は使ってない。
各種キック
ハイキック、ミドルキック、ローキックのほかにかかと落としや後ろ回し蹴りなども使う。
ノーザンライトスープレックス
フロント・スープレックスの派生技。試合中盤で繋ぎ技として繰り出すことがある。
ムーンサルトプレス
武藤敬司の様に両足を揃え、リング中央付近まで持って行く。
パイプ椅子攻撃、ボディスラム
椅子が歪むほど相手の背中を殴打した後、「戻すぞー！」と宣言して歪んだパイプ椅子に相手をボディスラムで叩きつける。元の姿になったパイプ椅子を掲げ「戻ったー！」。相手から反撃されて、逆に自分がボディスラムで叩きつけられることもある。
竹刀攻撃
近年より使用。折れてもかまわず相手に叩き続ける。

### 伊東考案の各種オリジナルアイテム
ハードコアやデスマッチルールの試合では、大学時代工学部に在籍していた経歴を生かし、多くのオリジナルアイテムや、蛍光灯を使ったオブジェを考案し、持ち込んで使用している。以下はその一例。
- 巨大ねずみ捕り
  - 体当たりするとストッパーが外れ、上部から蛍光灯が振り下ろされる。
- ライトセーバー
  - 新品の蛍光灯を数本束ね、電気を流して点灯させる。主にビッグマッチで使用される。
- オブジェ
  - 蜘蛛の巣 - 蜘蛛の巣状に蛍光灯を組み上げ、更に有刺鉄線を巻き付けて仕上げる。
  - 観覧車 - 横浜赤レンガ倉庫での試合で、「みなとみらい」をテーマに観覧車「コスモクロック21」を模したオブジェ
  - 鳥居
  - 神輿
  - 門松 - 2010年1月2日後楽園大会で、「正月」をテーマに製作。竹の代わりに蛍光灯を使用し、下部に巻く藁には有刺鉄線を使用。
  - 恵方巻き - 2010年2月5日後楽園大会で、「節分」をテーマに製作。これを添えてキックを放つ時は、方角を確認して（この年は西南西）蹴り上げる。
  - こいのぼり

## タイトル歴
大日本プロレス
- BJW認定デスマッチヘビー級王座×7（第16代、第19代、第22代、第25代、第29代、第32代、第40代）[8]
- BJW認定タッグ王座×2（第17代パートナーはBADBOY非道、第44代パートナーはアブドーラ小林）[8]
- 横浜ショッピングストリート6人タッグ王座×5（第2代パートナーはタイガー・テン&カンクロー・ガイ、第5代パートナーは"黒天使"沼澤邪鬼&関本大介、第20代パートナーはアブドーラ小林&"黒天使"沼澤邪鬼、第24代パートナーは宮本裕向&"黒天使"沼澤邪鬼、第32代パートナーは佐々木貴&宮本裕向）
- WEWハードコアタッグ王座×1（第12代パートナーは下田大作）[8]
- 一騎当千 DEATHMATCH SURVIVOR優勝 - 2013年
- DAINICHI-X優勝×1（2012年パートナーは塚本拓海）

DDTプロレスリング
- KO-Dタッグ王座×1（第14代パートナーは高木三四郎）[8]

新潟プロレス
- 新潟ヘビー級王座×1（第2代）

プロレス大賞
- 2009年ベストバウト

日本インディー大賞
- 2009年ベストバウト
- 2016年ベストバウト

## テーマ曲
- THE THEME OF MORTAL KOMBAT / モータルコンバット（サントラ）
- DRAGON ROAD（龍の道） - 現在使用中

## その他
- 2001年に当時同じ団体所属のレフェリーだった李日韓と入籍。プロレスラーとレフェリーのカップルとして話題を博し、バラエティ番組（『キスだけじゃイヤッ!』）にも取り上げられたが、後に離婚し、李日韓は大日本プロレスを退団している。
- MARS SIXTEENのデザイナーである榮菟が2005年からグッズを含む全てのアートワークを行っている。
- 大日本プロレスの別ブランドにあたる横浜プロレスでは、「オリエンタル・ドラゴン」という名のマスクマンとして、佐々木貴扮する「ウエスタン・タイガー」と共に活動していた。
- Twitterを始めてからは「#今日の岡林」というハッシュタグで岡林の日常をつぶやいたり、丸山敦との興行での会話や「#野村卓矢心の声」というハッシュタグで野村の写真をツイートしている。
- 視力が悪いため、日常生活では眼鏡を着用しているが、試合中はコンタクトレンズを着用する。

## 書籍

### 著書
- 『デスマッチ・ドラゴンは死なない』（2019年12月21日、ワニブックス）ISBN 978-4847098673

## 映画出演
- 狂猿（2021年、SPACE SHOWER FILMS）[9]